# Amaury Nolasco
Amaury Nolasco (n. 24 decembrie 1970, Puerto Rico) este un actor american, cunoscut pentru rolul din Prison Break unde îl interpretează pe Fernando Sucre. Nolasco a crescut în Puerto Rico unde a studiat biologie la Universitate de Puerto Rico. S-a mutat la New York City unde a studiat la American British Dramatic Arts School.

## Filmografie
| An             | Titlu                                      | Rol            | Informații                                         |
| -------------- | ------------------------------------------ | -------------- | -------------------------------------------------- |
| Film           |                                            |                |                                                    |
| 2007           | Transformers                               |                | Transformers at IMDb                               |
| 2006           | The Benchwarmers                           | Carlos         | The Benchwarmers at IMDb                           |
| 2004           | Mr. 3000                                   | Minadeo        | Mr. 3000 at IMDb                                   |
| 2003           | The Librarians                             | G-Man          | The Librarians at IMDb                             |
| 2003           | 2 Fast 2 Furious                           | Orange Julius  | 2 Fast 2 Furious at IMDb                           |
| 2002           | Final Breakdown                            | Hector Arturo  | Final Breakdown at IMDb                            |
| 2000           | Brother                                    | Victor         | Brother at IMDb                                    |
| Televiziune    |                                            |                |                                                    |
| 2005 - prezent | Prison Break                               | Fernando Sucre | Serial                                             |
| 2005           | CSI: NY                                    | Ruben DeRosa   | Episod - The Closer                                |
| 2004           | Eve                                        | Adrian         | Episod - Love TKO                                  |
| 2003           | George Lopez                               | Young Manny    | Episod - Long Time No See                          |
| 2002           | ER                                         | Ricky          | Episod - Dead Again                                |
| 2001           | CSI: Crime Scene Investigation             | Hector Delgado | Episod - Slaves of Las Vegas                       |
| 2000           | The Huntress                               | Flaco Rosario  | Episod - Bad Boys & Why We Love Them               |
| 2000           | The Dukes of Hazzard: Hazzard in Hollywood | Cypriano       | The Dukes of Hazzard: Hazzard in Hollywood at IMDb |
| 1999           | Early Edition                              | Pedro Mendoza  | Episod - Take Me Out to the Ballgame               |
| 1999           | Arli$$                                     | Ivory Ortega   | Episod - The Stories You Don't Hear About          |